# Linha Montreux-Glion-Rochers de Naye
A Linha Montreux-Glion-Rochers de Naye (MGN) é uma linha de caminho de ferro  Suíça  a via única, e a cremalheira com 10,6 km de comprimento que liga Montreux aos Rochers de Naye.

## História
A linha sobe até aos Rochers de Naye - os Rochedos de Naye - a 2 042 m de altitude, e percorre os 1 600 m de desnível em 45 minutos. Dos Rochedos de Naye tem-se uma vista deslumbrante sobre o  Lago Lemano e a cadeia do Monte Branco.
A MGN, que faz parte do grupo GoldenPass Services, é o resultado da fusão da  Montreux-Glion com a Glion-Rochers de Naye. Em 1892 foi aberta a porção Glion-Rochers de Naye e em 1909 abre a porção Montreux-Glion e foi em 1992 que se fezão

## Imagens
- Webcam Les Plíades a Les Rochers de Naye

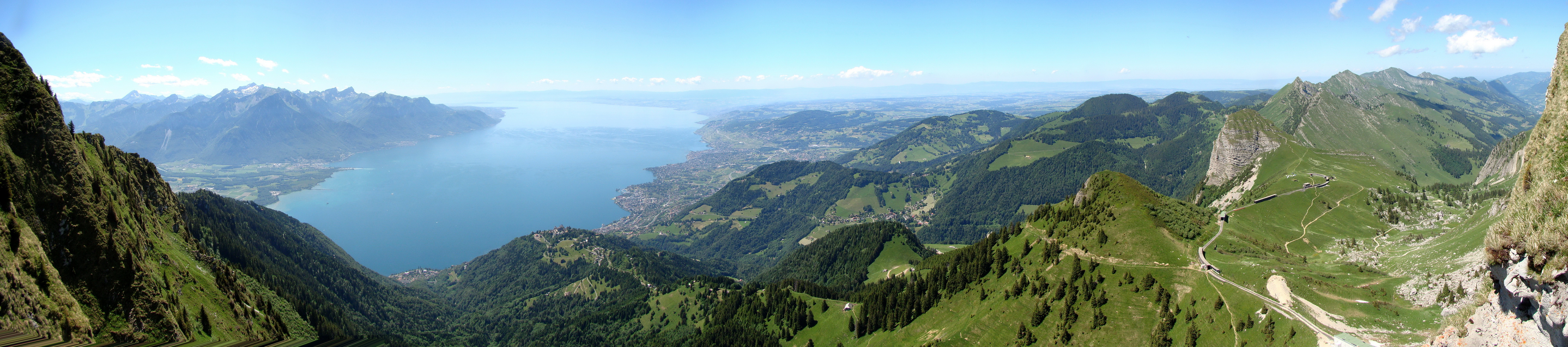
Vista panorâmica
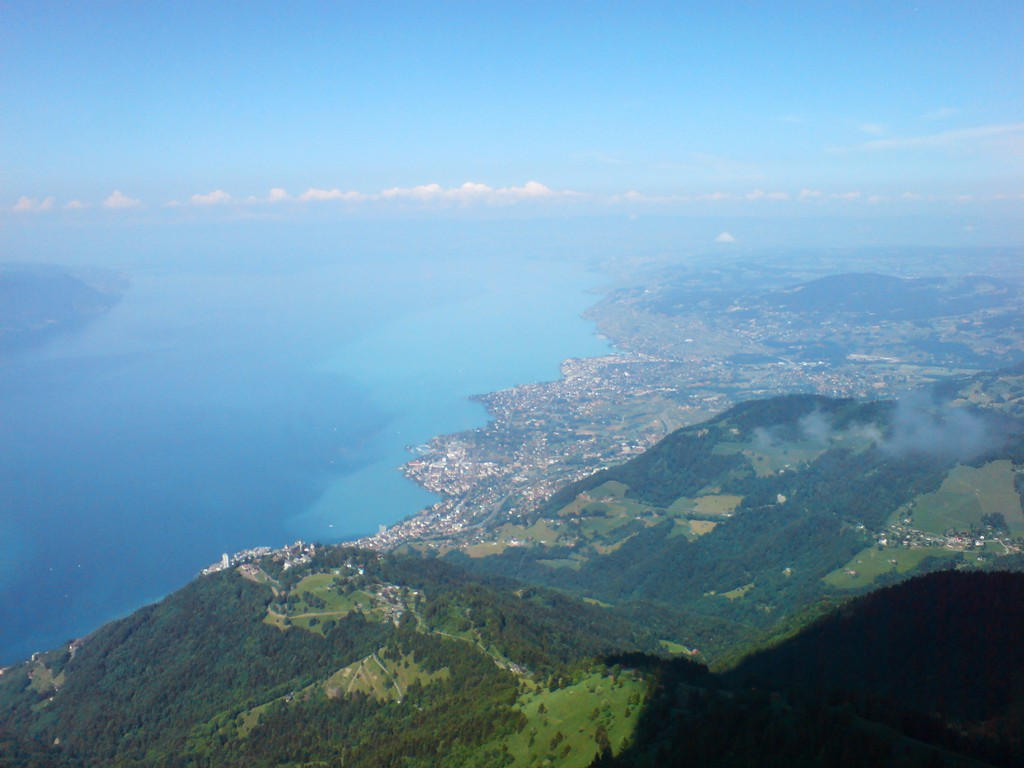
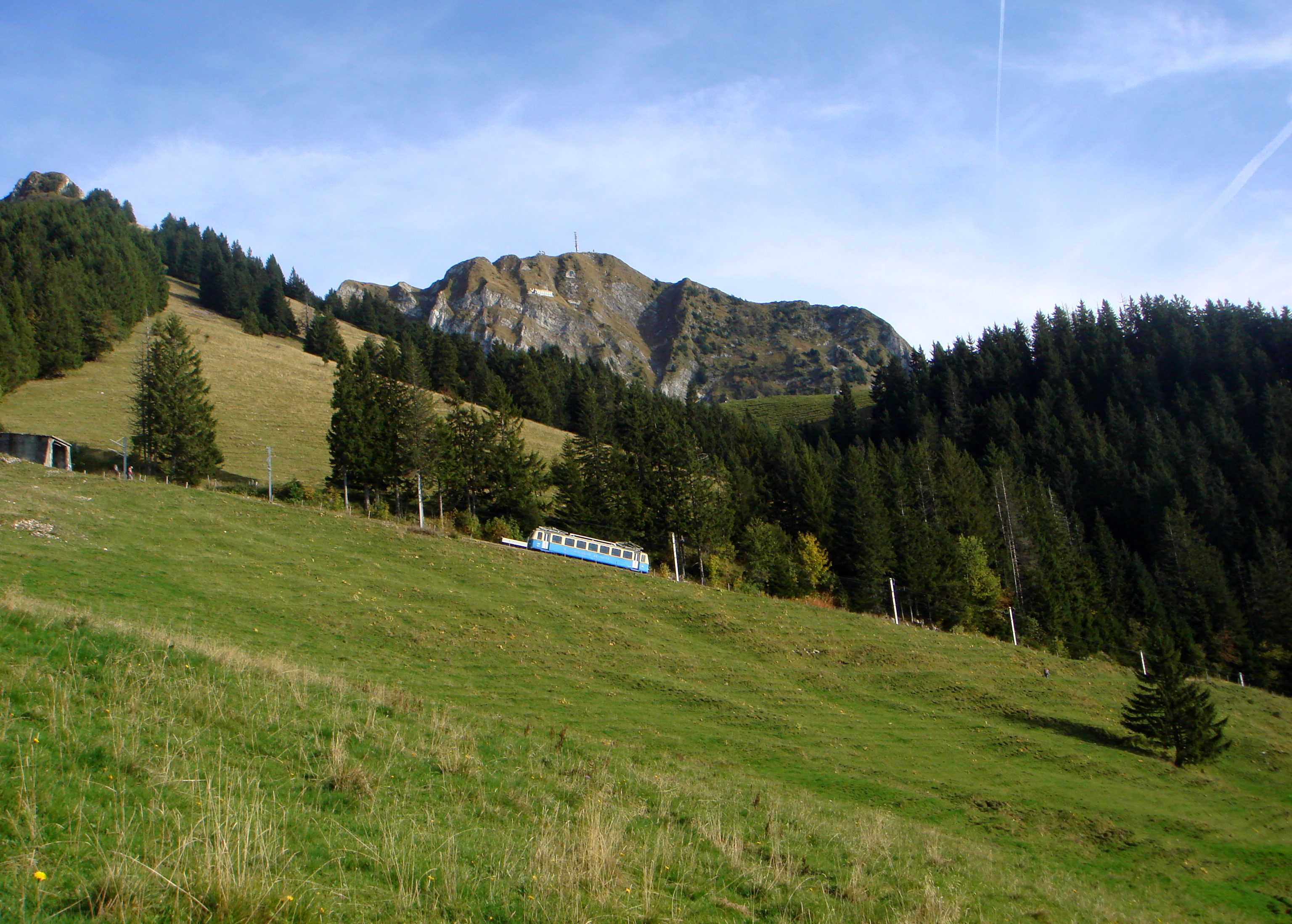
Os Rochedos de Naye e o seu comboio
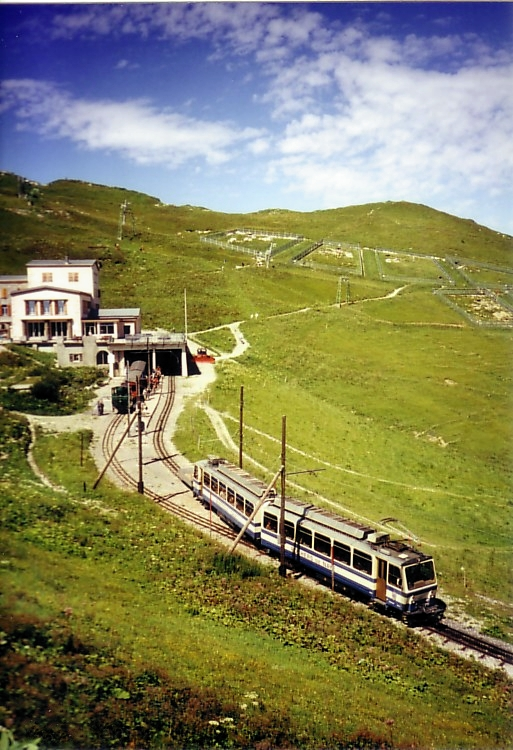
À partida do restaurante

## Características
- Comprimento; 10,6
- Bitola; 800 mm
- Declive máx; 22 ‰
- Cremalheira; Sistema Abt